# Agromyza quadriseta
Agromyza quadriseta este o specie de muște din genul Agromyza, familia Agromyzidae, descrisă de Zlobin în anul 2001. Conform Catalogue of Life specia Agromyza quadriseta nu are subspecii cunoscute.